# Sheila Jeffreys
Sheila Jeffreys (nascida em 13 de maio de 1948), é uma inglesa expatriada na Austrália, mais conhecida como uma lésbica feminista pesquisadora e ativista política, por sua análise da história e da política da sexualidade humana na Grã-Bretanha, e pelas suas opiniões polêmicas sobre as pessoas transgênero. Ela foi professora de ciência política na Universidade de Melbourne, na Austrália. O argumento de Jeffreys de que a "revolução sexual" nos termos do homens contribuiu menos para a liberdade das mulheres do que a opressão contínua deles tanto ganhou respeito como críticas. 

## Trabalhos
Em 1979, Jeffreys ajudou a escrever Love Your Enemy? The Debate Between Heterosexual Feminism and Political Lesbianism, juntamente com outros membros do Grupo Feminista Revolucionário de Leeds. Suas autoras afirmam que, "Nós pensamos que... que todas as feministas podem e devem ser lésbicas. A nossa definição de uma política lésbica é uma mulher identificada mulher que não transa com homens. Isso não significa a atividade sexual obrigatória com mulheres."
Jeffreys foi uma das contribuintes para The sexual dynamics of history: men's power, women's resistance, uma antologia de escritos feministas sobre as relações de gênero, publicada em 1983 sob o nome "London Feminist History Group". Jeffreys escreveu o capítulo sobre "Sex reform and anti-feminism in the 1920s".
Em The Spinster and Her Enemies: Feminism and Sexuality 1880–1930, publicado em 1985, Jeffreys examina o envolvimento feminista  no movimento Pureza Social na virada do século. Em seu trabalho de 1990 Anticlimax: A Feminist Perspective on the Sexual Revolution, Jeffreys ofereceuma crítica da revolução sexual da década de 1960.

## Opiniões sobre a transgeneridade
Na Universidade de Melbourne, onde Jeffreys trabalhou até sua aposentadoria em maio de 2015, anunciou seus serviços como uma especialista em um número de disciplinas:
Em uma entrevista, Julie Bindel explica que Jeffreys acredita que a cirurgia de redesignação sexual "é uma extensão da indústria da beleza, oferecendo soluções cosméticas a problemas mais profundamente enraizados" e que em uma sociedade sem gênero, isso seria desnecessário. Jeffreys apresentou estas opiniões em vários fóruns. Em 1997, o artigo no Jornal de Estudos Lésbicos, por exemplo, Jeffreys afirmou que "o transexualismo deve ser visto como uma violação dos direitos humanos." Jeffreys também argumentou que "a grande maioria das transexuais ainda subscrevem o estereótipo tradicional de mulher" e que por transição medica e social, as mulheres trans são "a construção de uma fantasia conservadora de como as mulheres devem ser. Eles (sic) estão inventando uma essência da feminilidade que é profundamente insultuosa e restritiva."
As opiniões de Jeffreys sobre estes temas têm sido contestadas por ativistas transgênero. Roz Kaveney, uma mulher trans e crítica de Jeffreys, escreveu no The Guardian que Sheila Jeffreys e feministas radicais que compartilham de seus pontos de vista "agem como um culto." Kaveney comparou o desejo de proibição da cirurgia de redesignação sexual dita por Jeffreys ao desejo de proibir o aborto da Igreja Católica, argumentando que ambas as propostas trazem negativas "implicações para todas as mulheres." Finalmente, Kaveney criticou Jeffreys e apoiadores por suposto "anti-intelectualismo, a ênfase nos conhecimentos inatos, fetichização de pequenas diferenças ideológicas, caça a heresia, teorias da conspiração, retórica, uso de imagens de nojo, falar de facadas pelas costas e apocalipsismo romântico."
Em abril de 2014, no Gender Hurts: A Feminist Analysis of the Politics of Transgenderism, um livro coescrito por Jeffreys com Lorene Gottschalk, foi publicado. Timothy Laurie argumentou que a formalização da dinâmica social entre homens e mulheres no livro em termos de "estratégias" e dividendos" arrisca-se "confundindo a continuação da existência da desigualdade de trocas econômicas (bem documentado por R. W. Connell) com as menos previsíveis, mas igualmente importante, lutas sobre o que é denominado de 'masculino' e 'feminino' e para os fins coletivos."
Em maio de 2014, Judith Butler falou sobre as visões de Jeffreys de que a cirurgia de redesignação sexual é diretamente política. Em uma entrevista, Butler respondeu a noção de Jeffreys de que a cirurgia de redesignação é um componente de controle patriarcal. Ela afirmou que "há um problema com essa visão da construção social é que ela sugere que o que as pessoas trans sentem sobre o que seu gênero é, e deve ser, é "construído" e, portanto, não é real. E, então, a polícia feminista aparece..."
Jeffreys, declarou no programa de rádio "Sunday Night Safran" de 2014 na ABC Radio que "as mulheres transgênero são "homens homossexuais que não sentem que podem ser homossexuais em corpos de homens" ou "homens heterossexuais que têm um interesse sexual em se vestir com roupas de mulher e ter a aparência de mulheres", provocando críticas de membros das comunidades indígenas e comunidades trans por racismo e transfobia.

### Livros
- Jeffreys, Sheila (1987). The Sexuality debates. New York: Routledge & K. Paul. ISBN 9780710209368.
- Jeffreys, Sheila (1990). Anticlimax: a feminist perspective on the sexual revolution. London: Women's Press. ISBN 9780704342033.
- Jeffreys, Sheila (1993). The lesbian heresy a feminist perspective on the lesbian sexual revolution. North Melbourne, Victoria: Spinifex. ISBN 9781875559176.
- Jeffreys, Sheila (1997). The spinster and her enemies: feminism and sexuality, 1880–1930. North Melbourne, Victoria: Spinifex. ISBN 9781875559633.
- Jeffreys, Sheila (2003). Unpacking queer politics: a lesbian feminist perspective. Cambridge Malden, Massachusetts: Polity Press in association with Blackwell Pub. ISBN 9780745628387.
- Jeffreys, Sheila (2005). Beauty and misogyny: harmful cultural practices in the West. London New York: Routledge. ISBN 9780415351829.
- Jeffreys, Sheila (2008). The idea of prostitution (2nd ed.). North Melbourne, Victoria: Spinifex. ISBN 9781876756673.
- Jeffreys, Sheila (2009). The industrial vagina: the political economy of the global sex trade. London New York: Routledge. ISBN 9780415412339.
- Jeffreys, Sheila (2012). Man's dominion: religion and the eclipse of women's rights in world politics. Abingdon, Oxfordshire New York: Routledge. ISBN 9780415596749.
- Jeffreys, Sheila (2014). Gender hurts: a feminist analysis of the politics of transgenderism. Abingdon, Oxfordshire: Routledge, Taylor & Francis Group. ISBN 9780415539401.

### Capítulos em livros
- Jeffreys, Sheila (1992), «Pornography: creating the sexual future», in:  Hornsby, Jennifer; Frazer, Elizabeth; Lovibond, Sabina, Ethics: a feminist reader, ISBN 9780631178316, Oxford, UK Cambridge, Massachusetts, USA: Blackwell.
- Jeffreys, Sheila (1996), «Women's friendships and lesbianism», in:  Jackson, Stevi; Scott, Sue, Feminism and sexuality: a reader, ISBN 9780231107082, New York: Columbia University Press, pp. 46–56.
- Jeffreys, Sheila (1996), «Sadomasochism», in:  Jackson, Stevi; Scott, Sue, Feminism and sexuality: a reader, ISBN 9780231107082, New York: Columbia University Press, pp. 238–244.
- Jeffreys, Sheila (1996), «Return to gender: post-modernism and lesbian and gay theory», in:  Bell, Diane; Klein, Renate, Radically speaking: feminism reclaimed, ISBN 9781875559381, North Melbourne, Victoria: Spinifex Press, pp. 359–374.
- Jeffreys, Sheila (1996), «Heterosexuality and the desire for gender», in:  Richardson, Diane, Theorising heterosexuality: telling it straight, ISBN 9780335195046, Buckingham Philadelphia, Pennsylvania: Open University Press.
- Jeffreys, Sheila (1997), «The queer disappearance of lesbians», in:  Mintz, Beth; Rothblum, Esther D., Lesbians in academia: degrees of freedom, ISBN 9780415917018, New York: Routledge, pp. 269–278.
- Jeffreys, Sheila (2004), «Prostitution as a harmful cultural practice», in:  Whisnant, Rebecca; Stark, Christine, Not for sale: feminists resisting prostitution and pornography, ISBN 9781876756499, North Melbourne, Victoria: Spinifex Press, pp. 386–399.

### Ensaios e panfletos
- Onlywomen Press (1981). Love your enemy?: the debate between heterosexual feminism and political lesbianism. London: Onlywomen Press. ISBN 9780906500088.  A pamphlet by Leeds Revolutionary Feminist Group. Pdf version.
- Jeffreys, Sheila (September–October 1994). "The queer disappearance of lesbians: Sexuality in the academy". Women's Studies International Forum (Elsevier) 17 (5): 459–472. doi:10.1016/0277-5395(94)00051-4.
- Jeffreys, Sheila (15 February 2004). The legalisation of prostitution: a failed social experiment. Sisyphe.org.